# NGC 4403
NGC 4403 (другие обозначения — MCG -1-32-8, IRAS12236-0724, PGC 40656) — галактика в созвездии Дева.
Этот объект входит в число перечисленных в оригинальной редакции «Нового общего каталога».